# Дураццо, Винченцо
Винченцо Дураццо (итал. Vincenzo Durazzo; Генуя, 1635 — Генуя, 1724) — дож Генуэзской республики.

## Биография
Сын Джан Маттео Дураццо (губернатора Корсики в 1654 году) и Анджелы Каталины Поццо, родился в Генуе в 1635 году. Его дед Джамбаттиста Дураццо был дожем Генуи в 1639-1641 годах. 
В молодости предпочел военную карьеру, а затем перешел на административные должности. В 1664 году стал военным комиссаром Савоны, а затем взял на себя полномочия капитана в Кьявари, Бизаньо и Сан-Ромоло. В 1679 году служил одним из восьми прокуроров Республики, несколько раз работал судьей, членом магистратов масла и морских дел, а также входил в комитет, дававший согласие на назначение конкретных лиц на государственные должности. В 1706 году служил губернатором крепости Приамар.

### Правление и последние годы
14 сентября 1709 года, подавляющим большинством голосов (410 из 584) членов Большого Совета, Дураццо был избран новым дожем, 140-м в истории Генуи, став одновременно королем Корсики. 23 ноября состоялась его торжественная коронация в соборе Святого Лаврентия, в присутствии епископа Алерии монсеньора Рафаэле Раджи.   
Мандат Дураццо был отмечен сильными морозами 1710 года, вызвавшими кризис экономики Генуи и Лигурии из-за гибели урожая фруктов и овощей. Население республики с любопытством и удивлением встретило визит посла Королевства Марокко - еврея Моисея Барзиллая, прибывшего в Геную для решения вопроса об освобождении марокканцами генуэзских пленных. Последовали долгие и утомительные переговоры между сторонами, завершение которых пришлось на правление дожа Франческо Мария Империале и не принесло успеха из-за чрезмерных требований марокканцев.  
По истечении срока мандата 14 сентября 1711 года Дураццо был назначен пожизненным прокурором. Он продолжал работать на государственных должностях, в частности, возглавлял магистрат морских дел.  
Он умер в Генуе 29 февраля 1724 года. Его тело было погребено в церкви Утешения.

### Личная жизнь
От брака с Франческой Морандо имел детей: Джованни Баттисту (род. 1672) и шесть дочерей - Марию Лелию, Марию Магдалину, Марию Терезу, Марию Витторию, Марию Паолу и Анджелу Каталину (все стали монахинями).